# L'Homme sans pitié (film, 1976)
Pour les articles homonymes, voir L'Homme sans pitié.
Pour plus de détails, voir Fiche technique et Distribution.
L'Homme sans pitié (Genova a mano armata) est un poliziottesco italien réalisé par Mario Lanfranchi et sorti en 1976.
C'est le troisième film ayant « ...a mano armata » dans son titre original, après Brigade spéciale (Roma a mano armata) d'Umberto Lenzi et Opération Jaguar (Italia a mano armata) de Marino Girolami.

## Synopsis
Un ancien policier italo-américain, surnommé l'Américain, ancien membre d'Interpol et de la CIA, a quitté les États-Unis et vit désormais à Gênes en gagnant sa vie comme détective privé.
Il est engagé par Marta Mayer, la fille d'un grand armateur, pour enquêter sur l'enlèvement et le meurtre de son père. Elle veut qu'il récupère également un milliard de lires versé pour la libération de son père qui n'a jamais eu lieu. Au cours de ses enquêtes, l'Américain devra vaincre la résistance et la méfiance du commissaire Lo Gallo, qui craint ses méthodes illégales. Il va aussi heurter aux truands dirigés par parrain surnommé le Français, qui tentent à plusieurs reprises de l'éliminer.
Cependant, l'Américain, après diverses péripéties et après avoir gagné la confiance de Lo Gallo, découvre que c'est la fille de l'armateur qui a assassiné son père. C'est aussi elle qui dirige la clinique privée servant de couverture à du trafic de drogue. L'Américain décide donc de l'affronter. 

## Fiche technique
- Titre français : L'Homme sans pitié[1]
- Titre original italien : Genova a mano armata[2] ou L'uomo senza pieta[1]
- Réalisation : Mario Lanfranchi
- Scenario : Mario Lanfranchi
- Photographie :	Federico Zanni
- Montage : Daniele Alabiso (it)
- Musique : Franco Micalizzi
- Effets spéciaux : Pietro Nardi
- Décors et costumes : Claudio Ricciardi
- Société de production : InterVision, Helvetia Film
- Pays de production :  Italie
- Langue originale : Italien
- Format : Couleurs - Son mono - 35 mm
- Durée : 92 minutes
- Genre : Poliziottesco
- Dates de sortie :
  - Italie : 4 décembre 1976
  - France : 23 avril 1980[1]

## Distribution
- Tony Lo Bianco : l'Américain
- Maud Adams : Marta Mayer
- Adolfo Celi (VF : Jacques Berthier) : Le commissaire Lo Gallo
- Howard Ross : Caleb
- Andrea Montuschi : Le commissaire adjoint
- Ottaviano Dell'Acqua : l'homme de Caleb
- Mario Lanfranchi : le médecin
- Carmen Russo : gardienne des bains publics
- Barbara Vittoria Calori
- Fiona Florence
- Luigi Bonos
- Yanti Somer
- Giacomo Assandri
- Armando Brandolino
- Dario Ghirardi
- Andrea Gnecco
- Carlo Gravina
- Daniele Pagani (it)
- Angelo Villa